# Total Kjeldahl Nitrogen
Als Total Kjeldahl Nitrogen (Gesamter Kjeldahl-Stickstoff) oder TKN wird die Summe von organischem Stickstoff und Ammonium (NH4+) in einer Analysenprobe bezeichnet. Dieser Wert wird zum Beispiel in der biologischen Abwasserbehandlung und in der Approximation des Proteingehalts von Lebensmitteln benötigt.
Der TKN wurde nach dem dänischen Chemiker Johan Kjeldahl benannt und wird mithilfe der Kjeldahlschen Stickstoffbestimmung ermittelt.